# 加佐郡
- 令制国一覧 > 山陰道 > 丹後国 > 加佐郡
- 日本 > 近畿地方 > 京都府 > 加佐郡

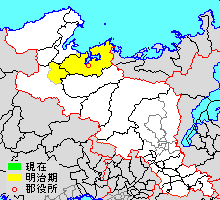
京都府加佐郡の位置

加佐郡（かさぐん）は、京都府（丹後国）にあった郡。

## 郡域
1897年（明治12年）に行政区画として発足した当時の郡域は、概ね下記の区域にあたる。
- 舞鶴市の全域
- 福知山市の一部（大江町各町）
- 宮津市の一部（由良・石浦）

## 歴史

### 古代
7世紀に丹波国に属する加佐評として建てられた。701年に郡制の加佐郡となり、713年に丹後国が分けられるとこれに属した。平安時代と室町時代には加佐郡に丹後の国府が一時期置かれたらしい。

#### 郷
『和名類聚抄』に記される郡内の郷。
- 志楽郷
- 高橋郷（椋橋郷）
- 大内郷
- 田造郷（田辺郷）
- 余戸郷
- 凡海郷
- 志託郷
- 有道郷
- 川守郷
- 神戸郷

#### 式内社
『延喜式』神名帳に記される郡内の式内社。
| 神名帳                       | 神名帳            | 神名帳 | 神名帳             | 比定社                   | 比定社                     | 比定社 | 集成 |
| 社名                         | 読み              | 格     | 付記               | 社名                     | 所在地                     | 備考   | 集成 |
| ---------------------------- | ----------------- | ------ | ------------------ | ------------------------ | -------------------------- | ------ | ---- |
| 加佐郡 11座（大1座・小10座） |                   |        |                    |                          |                            |        |      |
| 奈具神社                     | ナクノ            | 小     |                    | 奈具神社                 | 京都府宮津市由良           |        |      |
| 伊知布西神社                 | イチフセノ        | 小     |                    | 伊知布西神社             | 京都府舞鶴市桑飼下         |        |      |
| 弥加宜神社                   | イヤカキ ミカゲノ | 小     |                    | 彌伽宜神社               | 京都府舞鶴市森             |        |      |
| 倭文神社                     | シトリノ          | 小     |                    | 倭文神社                 | 京都府舞鶴市今田           |        |      |
| 高田神社                     | タカタノ          | 小     |                    | 高田神社                 | 京都府舞鶴市上安           |        |      |
| 大川神社                     | オホカハノ        | 名神大 |                    | 大川神社                 | 京都府舞鶴市大川           |        |      |
| 阿良須神社                   | アラスノ          | 小     |                    | （論）阿良須神社         | 京都府福知山市大江町北有路 |        |      |
| 阿良須神社                   | アラスノ          | 小     | （論）阿良須神社   | 京都府舞鶴市小倉         |                            |        |      |
| 笶原神社                     | ヤハラノ          | 小     |                    | 笑原神社                 | 京都府舞鶴市紺屋町         |        |      |
| 麻良多神社                   | マラタノ          | 小     |                    | 麻良多神社               | 京都府舞鶴市丸田           |        |      |
| 三宅神社                     | ミヤケノ          | 小     |                    | （論）三宅神社           | 京都府舞鶴市北吸           |        |      |
| 三宅神社                     | ミヤケノ          | 小     | （論）河辺八幡神社 | 京都府舞鶴市河辺中村     |                            |        |      |
| 三宅神社                     | ミヤケノ          | 小     | （論）熊野神社     | 京都府福知山市大江町公庄 |                            |        |      |
| 日原神社                     | ヒハラノ          | 小     |                    | 日原神社                 | 京都府舞鶴市女布           |        |      |
| 凡例を表示                   |                   |        |                    |                          |                            |        |      |

### 近世以降の沿革
- 「旧高旧領取調帳」に記載されている明治初年時点での支配は以下の通り。幕府領は久美浜代官所が管轄。（1町149村）

| 知行         | 知行           | 村数      | 村名 |
| ------------ | -------------- | --------- | --- |
| 幕府領       | 幕府領         | 3村       | 波美村、蓼原村、公庄村 |
| 藩領         | 丹後田辺藩     | 1町 134村 | 金屋村、上野村、在田村、南山村、常津村、尾藤村、千原村、南有路村、北有路村、二箇村、市原谷村、三河村、高津江村、地頭村、小俣村、大俣村、桑飼上村、滝ヶ宇呂村、岡田由里村、西方寺村、河原村、下見谷村、下漆原村、上漆原村、長谷村、富室村、志高村、久田美村、桑飼下村、上東村、三日市村、大川村、八戸地村、八田村、丸田村、和江村、石浦村、由良村、神崎村、油江村、蒲江村、水間村、中山村、下東村、上福井村、下福井村、喜多村、大君村、吉田村、青井村、白杉村、京田村、十倉村、真倉村、七日市村、公文名村、伊佐津村、引土村、女布村、高野由里村、野村寺村、城屋村、田辺町、円満寺村、白滝村、寺田村、岸谷村、上根村、別所村、布敷村、池内下村、堀村、今田村、万願寺村、境谷村、倉谷村、福来村、天台村、清道村、上安村、上安久村、下安久村、和田村、長浜村、余部上村、余部下村、北吸村、浜村、森村、行永村、常村、木ノ下村、与保呂村、多門院村、堂奥村、溝尻村、市場村、泉源寺村、田中村、安岡村、小倉村、鹿原村、吉坂村、松尾村、杉山村、笹部村、登尾村、岡安村、白屋村、長内村、下谷村、朝来中村、大波上村、大波下村、平村、赤野村、中田村、多祢寺村、河辺中村、西屋村、室牛村、河辺由里村、観音寺村、河辺原村、栃尾村、大山村、田井村、成生村、野原村、小橋村、三浜村、瀬崎村、大丹生村、千歳村、佐波賀村、新宮村 |
| 藩領         | 丹後宮津藩     | 11村      | 仏性寺村、北原村、毛原村、内宮村、二俣村、天田内村、橋谷村、関村、河守村、小原田村、日藤村 |
| 幕府領・藩領 | 幕府領・田辺藩 | 1村       | 夏間村 |

- 慶応4年
  - 4月19日（1868年5月21日） - 幕府領が府中裁判所の管轄となる。
  - 閏4月28日（1868年6月18日） - 府中裁判所の管轄地域が久美浜県の管轄となる。
- 明治2年6月20日（1869年7月28日） - 任知藩事にともない田辺藩が改称して舞鶴藩となる。それにともない田辺町が改称して舞鶴町となる。
- 明治4年
  - 7月14日（1871年8月29日） - 廃藩置県により、藩領が舞鶴県、宮津県の管轄となる。
  - 11月2日（1871年12月13日） - 第1次府県統合により、全域が豊岡県の管轄となる。
  - 下谷村が改称して吉野村となる。
- 明治9年（1876年）8月21日 - 第2次府県統合により京都府の管轄となる。
- 明治12年（1879年）4月10日 - 郡区町村編制法の京都府での施行により、行政区画としての加佐郡が発足。郡役所が舞鶴に設置。

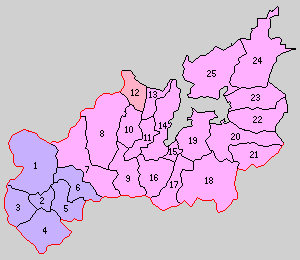
1.河守上村 2.河守下村 3.河西村 4.河東村 5.有路上村 6.有路下村 7.岡田上村 8.岡田中村 9.岡田下村 10.丸八江村 11.東雲村 12.由良村 13.神崎村 14.四所村 15.舞鶴町 16.高野村 17.中筋村 18.池内村 19.余内村 20.倉梯村 21.与保呂村 22.志楽村 23.朝来村 24.東大浦村 25.西大浦村（紫：福知山市 桃：舞鶴市 赤：宮津市）

- 明治22年（1889年）4月1日 - 町村制の施行により、下記の各村が発足。特記以外は現・舞鶴市。（1町24村）
  - 河守上村 ← 仏性寺村、北原村、毛原村、内宮村、二俣村、天田内村、橋谷村（現・福知山市）
  - 河守下村 ← 河守村、金屋村、関村、上野村、波美村（現・福知山市）
  - 河西村 ← 蓼原村、小原田村、日藤村、公庄村（現・福知山市）
  - 河東村 ← 南山村、夏間村、在田村、常津村、尾藤村、千原村（現・福知山市）
  - 有路上村 ← 北有路村、南有路村（現・福知山市）
  - 有路下村 ← 三河村、高津江村、二箇村、市原谷村（現・福知山市）
  - 岡田上村 ← 桑飼上村、桑飼下村、地頭村、大俣村、滝ヶ宇呂村
  - 岡田中村 ← 西方寺村、富室村、上漆原村、下漆原村、長谷村、河原村、岡田由里村、下見谷村
  - 岡田下村 ← 志高村、久田美村、大川村
  - 丸八江村 ← 丸田村、八田村、八戸地村、和江村
  - 東雲村 ← 三日市村、上東村、下東村、中山村、水間村
  - 由良村 ← 由良村、石浦村（現・宮津市）
  - 神崎村 ← 蒲江村、油江村、神崎村[13]
  - 四所村 ← 上福井村、下福井村、新宮村、喜多村、大君村、吉田村、青井村、白杉村
  - 舞鶴町（舞鶴町が単独町制[14]）
  - 高野村 ← 女布村、高野由里村、城屋村、野村寺村
  - 中筋村 ← 公文名村、引土村、七日市村、伊佐津村、境谷村、京田村、真倉村、十倉村、万願寺村
  - 池内村 ← 今田村、堀村、池内下村、上根村、布敷村、別所村、寺田村、白滝村、岸谷村
  - 余内村 ← 円満寺村、上安久村、下安久村、和田村、長浜村、福来村、倉谷村、清道村、天台村、上安村、余部上村、余部下村
  - 倉梯村 ← 北吸村、浜村、森村、行永村、多門院村、堂奥村、溝尻村
  - 与保呂村 ← 与保呂村、木ノ下村、常村
  - 志楽村 ← 市場村、泉源寺村、田中村、安岡村、小倉村、鹿原村、吉坂村、松尾村
  - 朝来村 ← 杉山村、笹部村、登尾村、岡安村、白屋村、長内村、吉野村、朝来中村、大波上村、大波下村
  - 東大浦村 ← 河辺中村、西屋村、室牛村、河辺由里村、河辺原村、観音寺村、栃尾村、大山村、田井村、成生村、野原村
  - 西大浦村 ← 中田村、平村、赤野村、多祢寺村、佐波賀村、千歳村、大丹生村、瀬崎村、三浜村、小橋村
- 明治23年（1890年）12月10日 - 河守下村が町制施行・改称して河守町となる。（2町23村）
- 明治35年（1902年）6月1日 - 余内村の一部（余部上・余部下・和田・長浜）が分立して余部町が発足。（3町23村）
- 明治39年（1906年）7月1日 - 倉梯村の一部（北吸・浜・溝尻・森・行永）・志楽村の一部（市場および泉源寺の一部）が分立して新舞鶴町が発足。（4町23村）
- 明治32年（1899年）7月1日 - 郡制を施行。
- 大正12年（1923年）4月1日 - 郡会が廃止。郡役所は存続。
- 大正15年（1926年）7月1日 - 郡役所が廃止。以降は地域区分名称となる。
- 大正8年（1919年）11月1日 - 余部町が改称して中舞鶴町となる。（4町23村）
- 昭和3年（1928年）10月1日 - 丸八江村・東雲村が合併して八雲村が発足。（4町22村）
- 昭和11年（1936年）8月1日 - 四所村・高野村・中筋村・池内村・余内村が舞鶴町に編入。（4町17村）
- 昭和13年（1938年）8月1日
  - 舞鶴町が市制施行して舞鶴市となり、郡より離脱。（3町17村）
  - 新舞鶴町・中舞鶴町・倉梯村・与保呂村・志楽村が合併して東舞鶴市が発足し、郡より離脱。（1町14村）
- 昭和17年（1942年）8月1日 - 朝来村・東大浦村・西大浦村が東舞鶴市に編入。（1町11村）
- 昭和26年（1951年）4月1日 - 河守町が河守上村・河西村・河東村・有路上村・有路下村を編入のうえ改称して大江町となる。（1町6村）
- 昭和30年（1955年）4月20日 - 岡田上村・岡田中村・岡田下村・八雲村・神崎村が合併して加佐町が発足。（2町1村）
- 昭和31年（1956年）9月20日 - 由良村が宮津市に編入。（2町）
- 昭和32年（1957年）5月27日 - 加佐町が舞鶴市に編入。（1町）
- 平成18年（2006年）1月1日 - 大江町が福知山市に編入。同日加佐郡消滅。

### 変遷表
| 明治22年以前 | 明治22年以前               | 明治22年 4月1日 町村制施行 | 明治22年 - 明治45年              | 大正元年 - 大正15年          | 昭和元年 - 昭和30年         | 昭和元年 - 昭和30年           | 昭和元年 - 昭和30年                         | 昭和31年 - 昭和64年          | 平成元年 - 現在               | 現在     |
| ------------ | -------------------------- | -------------------------- | -------------------------------- | ---------------------------- | --------------------------- | ----------------------------- | ------------------------------------------- | ---------------------------- | ----------------------------- | -------- |
| 河辺中村     | 河辺中村                   | 東大浦村                   | 東大浦村                         | 東大浦村                     | 東大浦村                    | 昭和17年8月1日 東舞鶴市に編入 | 昭和18年5月27日 舞鶴市                      | 舞鶴市                       | 舞鶴市                        | 舞鶴市   |
| 西屋村       |                            | 東大浦村                   | 東大浦村                         | 東大浦村                     | 東大浦村                    | 昭和17年8月1日 東舞鶴市に編入 | 昭和18年5月27日 舞鶴市                      | 舞鶴市                       | 舞鶴市                        | 舞鶴市   |
| 室牛村       |                            | 東大浦村                   | 東大浦村                         | 東大浦村                     | 東大浦村                    | 昭和17年8月1日 東舞鶴市に編入 | 昭和18年5月27日 舞鶴市                      | 舞鶴市                       | 舞鶴市                        | 舞鶴市   |
| 河辺由里村   |                            | 東大浦村                   | 東大浦村                         | 東大浦村                     | 東大浦村                    | 昭和17年8月1日 東舞鶴市に編入 | 昭和18年5月27日 舞鶴市                      | 舞鶴市                       | 舞鶴市                        | 舞鶴市   |
| 河辺原村     |                            | 東大浦村                   | 東大浦村                         | 東大浦村                     | 東大浦村                    | 昭和17年8月1日 東舞鶴市に編入 | 昭和18年5月27日 舞鶴市                      | 舞鶴市                       | 舞鶴市                        | 舞鶴市   |
| 観音寺村     |                            | 東大浦村                   | 東大浦村                         | 東大浦村                     | 東大浦村                    | 昭和17年8月1日 東舞鶴市に編入 | 昭和18年5月27日 舞鶴市                      | 舞鶴市                       | 舞鶴市                        | 舞鶴市   |
| 栃尾村       |                            | 東大浦村                   | 東大浦村                         | 東大浦村                     | 東大浦村                    | 昭和17年8月1日 東舞鶴市に編入 | 昭和18年5月27日 舞鶴市                      | 舞鶴市                       | 舞鶴市                        | 舞鶴市   |
| 大山村       |                            | 東大浦村                   | 東大浦村                         | 東大浦村                     | 東大浦村                    | 昭和17年8月1日 東舞鶴市に編入 | 昭和18年5月27日 舞鶴市                      | 舞鶴市                       | 舞鶴市                        | 舞鶴市   |
| 田井村       |                            | 東大浦村                   | 東大浦村                         | 東大浦村                     | 東大浦村                    | 昭和17年8月1日 東舞鶴市に編入 | 昭和18年5月27日 舞鶴市                      | 舞鶴市                       | 舞鶴市                        | 舞鶴市   |
| 成生村       |                            | 東大浦村                   | 東大浦村                         | 東大浦村                     | 東大浦村                    | 昭和17年8月1日 東舞鶴市に編入 | 昭和18年5月27日 舞鶴市                      | 舞鶴市                       | 舞鶴市                        | 舞鶴市   |
| 野原村       |                            | 東大浦村                   | 東大浦村                         | 東大浦村                     | 東大浦村                    | 昭和17年8月1日 東舞鶴市に編入 | 昭和18年5月27日 舞鶴市                      | 舞鶴市                       | 舞鶴市                        | 舞鶴市   |
| 中田村       | 中田村                     | 西大浦村                   | 西大浦村                         | 西大浦村                     | 西大浦村                    | 昭和17年8月1日 東舞鶴市に編入 | 昭和18年5月27日 舞鶴市                      | 舞鶴市                       | 舞鶴市                        | 舞鶴市   |
| 平村         |                            | 西大浦村                   | 西大浦村                         | 西大浦村                     | 西大浦村                    | 昭和17年8月1日 東舞鶴市に編入 | 昭和18年5月27日 舞鶴市                      | 舞鶴市                       | 舞鶴市                        | 舞鶴市   |
| 赤野村       |                            | 西大浦村                   | 西大浦村                         | 西大浦村                     | 西大浦村                    | 昭和17年8月1日 東舞鶴市に編入 | 昭和18年5月27日 舞鶴市                      | 舞鶴市                       | 舞鶴市                        | 舞鶴市   |
| 多祢寺村     |                            | 西大浦村                   | 西大浦村                         | 西大浦村                     | 西大浦村                    | 昭和17年8月1日 東舞鶴市に編入 | 昭和18年5月27日 舞鶴市                      | 舞鶴市                       | 舞鶴市                        | 舞鶴市   |
| 佐波賀村     |                            | 西大浦村                   | 西大浦村                         | 西大浦村                     | 西大浦村                    | 昭和17年8月1日 東舞鶴市に編入 | 昭和18年5月27日 舞鶴市                      | 舞鶴市                       | 舞鶴市                        | 舞鶴市   |
| 千歳村       |                            | 西大浦村                   | 西大浦村                         | 西大浦村                     | 西大浦村                    | 昭和17年8月1日 東舞鶴市に編入 | 昭和18年5月27日 舞鶴市                      | 舞鶴市                       | 舞鶴市                        | 舞鶴市   |
| 大丹生村     |                            | 西大浦村                   | 西大浦村                         | 西大浦村                     | 西大浦村                    | 昭和17年8月1日 東舞鶴市に編入 | 昭和18年5月27日 舞鶴市                      | 舞鶴市                       | 舞鶴市                        | 舞鶴市   |
| 瀬崎村       |                            | 西大浦村                   | 西大浦村                         | 西大浦村                     | 西大浦村                    | 昭和17年8月1日 東舞鶴市に編入 | 昭和18年5月27日 舞鶴市                      | 舞鶴市                       | 舞鶴市                        | 舞鶴市   |
| 三浜村       |                            | 西大浦村                   | 西大浦村                         | 西大浦村                     | 西大浦村                    | 昭和17年8月1日 東舞鶴市に編入 | 昭和18年5月27日 舞鶴市                      | 舞鶴市                       | 舞鶴市                        | 舞鶴市   |
| 小橋村       |                            | 西大浦村                   | 西大浦村                         | 西大浦村                     | 西大浦村                    | 昭和17年8月1日 東舞鶴市に編入 | 昭和18年5月27日 舞鶴市                      | 舞鶴市                       | 舞鶴市                        | 舞鶴市   |
| 杉山村       | 杉山村                     | 朝来村                     | 朝来村                           | 朝来村                       | 朝来村                      | 昭和17年8月1日 東舞鶴市に編入 | 昭和18年5月27日 舞鶴市                      | 舞鶴市                       | 舞鶴市                        | 舞鶴市   |
| 笹部村       |                            | 朝来村                     | 朝来村                           | 朝来村                       | 朝来村                      | 昭和17年8月1日 東舞鶴市に編入 | 昭和18年5月27日 舞鶴市                      | 舞鶴市                       | 舞鶴市                        | 舞鶴市   |
| 登尾村       |                            | 朝来村                     | 朝来村                           | 朝来村                       | 朝来村                      | 昭和17年8月1日 東舞鶴市に編入 | 昭和18年5月27日 舞鶴市                      | 舞鶴市                       | 舞鶴市                        | 舞鶴市   |
| 岡安村       |                            | 朝来村                     | 朝来村                           | 朝来村                       | 朝来村                      | 昭和17年8月1日 東舞鶴市に編入 | 昭和18年5月27日 舞鶴市                      | 舞鶴市                       | 舞鶴市                        | 舞鶴市   |
| 白屋村       |                            | 朝来村                     | 朝来村                           | 朝来村                       | 朝来村                      | 昭和17年8月1日 東舞鶴市に編入 | 昭和18年5月27日 舞鶴市                      | 舞鶴市                       | 舞鶴市                        | 舞鶴市   |
| 長内村       |                            | 朝来村                     | 朝来村                           | 朝来村                       | 朝来村                      | 昭和17年8月1日 東舞鶴市に編入 | 昭和18年5月27日 舞鶴市                      | 舞鶴市                       | 舞鶴市                        | 舞鶴市   |
| 下谷村       | 明治4年 改称 吉野村        | 朝来村                     | 朝来村                           | 朝来村                       | 朝来村                      | 昭和17年8月1日 東舞鶴市に編入 | 昭和18年5月27日 舞鶴市                      | 舞鶴市                       | 舞鶴市                        | 舞鶴市   |
| 朝来中村     |                            | 朝来村                     | 朝来村                           | 朝来村                       | 朝来村                      | 昭和17年8月1日 東舞鶴市に編入 | 昭和18年5月27日 舞鶴市                      | 舞鶴市                       | 舞鶴市                        | 舞鶴市   |
| 大波上村     |                            | 朝来村                     | 朝来村                           | 朝来村                       | 朝来村                      | 昭和17年8月1日 東舞鶴市に編入 | 昭和18年5月27日 舞鶴市                      | 舞鶴市                       | 舞鶴市                        | 舞鶴市   |
| 大波下村     |                            | 朝来村                     | 朝来村                           | 朝来村                       | 朝来村                      | 昭和17年8月1日 東舞鶴市に編入 | 昭和18年5月27日 舞鶴市                      | 舞鶴市                       | 舞鶴市                        | 舞鶴市   |
| 多門院村     | 多門院村                   | 倉梯村                     | 倉梯村                           | 倉梯村                       | 倉梯村                      | 昭和13年8月1日 東舞鶴市       | 昭和18年5月27日 舞鶴市                      | 舞鶴市                       | 舞鶴市                        | 舞鶴市   |
| 堂奥村       |                            | 倉梯村                     | 倉梯村                           | 倉梯村                       | 倉梯村                      | 昭和13年8月1日 東舞鶴市       | 昭和18年5月27日 舞鶴市                      | 舞鶴市                       | 舞鶴市                        | 舞鶴市   |
| 北吸村       | 北吸村                     | 倉梯村                     | 明治39年7月1日 分立 新舞鶴町     | 新舞鶴町                     | 新舞鶴町                    | 昭和13年8月1日 東舞鶴市       | 昭和18年5月27日 舞鶴市                      | 舞鶴市                       | 舞鶴市                        | 舞鶴市   |
| 浜村         |                            | 倉梯村                     | 明治39年7月1日 分立 新舞鶴町     | 新舞鶴町                     | 新舞鶴町                    | 昭和13年8月1日 東舞鶴市       | 昭和18年5月27日 舞鶴市                      | 舞鶴市                       | 舞鶴市                        | 舞鶴市   |
| 森村         |                            | 倉梯村                     | 明治39年7月1日 分立 新舞鶴町     | 新舞鶴町                     | 新舞鶴町                    | 昭和13年8月1日 東舞鶴市       | 昭和18年5月27日 舞鶴市                      | 舞鶴市                       | 舞鶴市                        | 舞鶴市   |
| 行永村       |                            | 倉梯村                     | 明治39年7月1日 分立 新舞鶴町     | 新舞鶴町                     | 新舞鶴町                    | 昭和13年8月1日 東舞鶴市       | 昭和18年5月27日 舞鶴市                      | 舞鶴市                       | 舞鶴市                        | 舞鶴市   |
| 溝尻村       |                            | 倉梯村                     | 明治39年7月1日 分立 新舞鶴町     | 新舞鶴町                     | 新舞鶴町                    | 昭和13年8月1日 東舞鶴市       | 昭和18年5月27日 舞鶴市                      | 舞鶴市                       | 舞鶴市                        | 舞鶴市   |
| 市場村       | 市場村                     | 志楽村                     | 明治39年7月1日 分立 新舞鶴町     | 新舞鶴町                     | 新舞鶴町                    | 昭和13年8月1日 東舞鶴市       | 昭和18年5月27日 舞鶴市                      | 舞鶴市                       | 舞鶴市                        | 舞鶴市   |
| 泉源寺村     | 一部                       | 志楽村                     | 明治39年7月1日 分立 新舞鶴町     | 新舞鶴町                     | 新舞鶴町                    | 昭和13年8月1日 東舞鶴市       | 昭和18年5月27日 舞鶴市                      | 舞鶴市                       | 舞鶴市                        | 舞鶴市   |
| 泉源寺村     | 一部                       | 志楽村                     | 志楽村                           | 志楽村                       | 志楽村                      | 昭和13年8月1日 東舞鶴市       | 昭和18年5月27日 舞鶴市                      | 舞鶴市                       | 舞鶴市                        | 舞鶴市   |
| 田中村       |                            | 志楽村                     | 志楽村                           | 志楽村                       | 志楽村                      | 昭和13年8月1日 東舞鶴市       | 昭和18年5月27日 舞鶴市                      | 舞鶴市                       | 舞鶴市                        | 舞鶴市   |
| 安岡村       |                            | 志楽村                     | 志楽村                           | 志楽村                       | 志楽村                      | 昭和13年8月1日 東舞鶴市       | 昭和18年5月27日 舞鶴市                      | 舞鶴市                       | 舞鶴市                        | 舞鶴市   |
| 小倉村       |                            | 志楽村                     | 志楽村                           | 志楽村                       | 志楽村                      | 昭和13年8月1日 東舞鶴市       | 昭和18年5月27日 舞鶴市                      | 舞鶴市                       | 舞鶴市                        | 舞鶴市   |
| 鹿原村       |                            | 志楽村                     | 志楽村                           | 志楽村                       | 志楽村                      | 昭和13年8月1日 東舞鶴市       | 昭和18年5月27日 舞鶴市                      | 舞鶴市                       | 舞鶴市                        | 舞鶴市   |
| 吉坂村       |                            | 志楽村                     | 志楽村                           | 志楽村                       | 志楽村                      | 昭和13年8月1日 東舞鶴市       | 昭和18年5月27日 舞鶴市                      | 舞鶴市                       | 舞鶴市                        | 舞鶴市   |
| 松尾村       |                            | 志楽村                     | 志楽村                           | 志楽村                       | 志楽村                      | 昭和13年8月1日 東舞鶴市       | 昭和18年5月27日 舞鶴市                      | 舞鶴市                       | 舞鶴市                        | 舞鶴市   |
| 与保呂村     | 与保呂村                   | 与保呂村                   | 与保呂村                         | 与保呂村                     | 与保呂村                    | 昭和13年8月1日 東舞鶴市       | 昭和18年5月27日 舞鶴市                      | 舞鶴市                       | 舞鶴市                        | 舞鶴市   |
| 木ノ下村     |                            | 与保呂村                   | 与保呂村                         | 与保呂村                     | 与保呂村                    | 昭和13年8月1日 東舞鶴市       | 昭和18年5月27日 舞鶴市                      | 舞鶴市                       | 舞鶴市                        | 舞鶴市   |
| 常村         |                            | 与保呂村                   | 与保呂村                         | 与保呂村                     | 与保呂村                    | 昭和13年8月1日 東舞鶴市       | 昭和18年5月27日 舞鶴市                      | 舞鶴市                       | 舞鶴市                        | 舞鶴市   |
| 余部上村     | 余部上村                   | 余内村                     | 明治35年6月1日 分立 余部町       | 大正8年11月1日 改称 中舞鶴町 | 中舞鶴町                    | 昭和13年8月1日 東舞鶴市       | 昭和18年5月27日 舞鶴市                      | 舞鶴市                       | 舞鶴市                        | 舞鶴市   |
| 余部下村     |                            | 余内村                     | 明治35年6月1日 分立 余部町       | 大正8年11月1日 改称 中舞鶴町 | 中舞鶴町                    | 昭和13年8月1日 東舞鶴市       | 昭和18年5月27日 舞鶴市                      | 舞鶴市                       | 舞鶴市                        | 舞鶴市   |
| 和田村       |                            | 余内村                     | 明治35年6月1日 分立 余部町       | 大正8年11月1日 改称 中舞鶴町 | 中舞鶴町                    | 昭和13年8月1日 東舞鶴市       | 昭和18年5月27日 舞鶴市                      | 舞鶴市                       | 舞鶴市                        | 舞鶴市   |
| 長浜村       |                            | 余内村                     | 明治35年6月1日 分立 余部町       | 大正8年11月1日 改称 中舞鶴町 | 中舞鶴町                    | 昭和13年8月1日 東舞鶴市       | 昭和18年5月27日 舞鶴市                      | 舞鶴市                       | 舞鶴市                        | 舞鶴市   |
| 円満寺村     | 円満寺村                   | 余内村                     | 余内村                           | 余内村                       | 昭和11年8月1日 舞鶴町に編入 | 昭和13年8月1日 舞鶴市         | 昭和18年5月27日 舞鶴市                      | 舞鶴市                       | 舞鶴市                        | 舞鶴市   |
| 上安久村     |                            | 余内村                     | 余内村                           | 余内村                       | 昭和11年8月1日 舞鶴町に編入 | 昭和13年8月1日 舞鶴市         | 昭和18年5月27日 舞鶴市                      | 舞鶴市                       | 舞鶴市                        | 舞鶴市   |
| 下安久村     |                            | 余内村                     | 余内村                           | 余内村                       | 昭和11年8月1日 舞鶴町に編入 | 昭和13年8月1日 舞鶴市         | 昭和18年5月27日 舞鶴市                      | 舞鶴市                       | 舞鶴市                        | 舞鶴市   |
| 福来村       |                            | 余内村                     | 余内村                           | 余内村                       | 昭和11年8月1日 舞鶴町に編入 | 昭和13年8月1日 舞鶴市         | 昭和18年5月27日 舞鶴市                      | 舞鶴市                       | 舞鶴市                        | 舞鶴市   |
| 倉谷村       |                            | 余内村                     | 余内村                           | 余内村                       | 昭和11年8月1日 舞鶴町に編入 | 昭和13年8月1日 舞鶴市         | 昭和18年5月27日 舞鶴市                      | 舞鶴市                       | 舞鶴市                        | 舞鶴市   |
| 清道村       |                            | 余内村                     | 余内村                           | 余内村                       | 昭和11年8月1日 舞鶴町に編入 | 昭和13年8月1日 舞鶴市         | 昭和18年5月27日 舞鶴市                      | 舞鶴市                       | 舞鶴市                        | 舞鶴市   |
| 天台村       |                            | 余内村                     | 余内村                           | 余内村                       | 昭和11年8月1日 舞鶴町に編入 | 昭和13年8月1日 舞鶴市         | 昭和18年5月27日 舞鶴市                      | 舞鶴市                       | 舞鶴市                        | 舞鶴市   |
| 上安村       |                            | 余内村                     | 余内村                           | 余内村                       | 昭和11年8月1日 舞鶴町に編入 | 昭和13年8月1日 舞鶴市         | 昭和18年5月27日 舞鶴市                      | 舞鶴市                       | 舞鶴市                        | 舞鶴市   |
| 上福井村     | 上福井村                   | 四所村                     | 四所村                           | 四所村                       | 昭和11年8月1日 舞鶴町に編入 | 昭和13年8月1日 舞鶴市         | 昭和18年5月27日 舞鶴市                      | 舞鶴市                       | 舞鶴市                        | 舞鶴市   |
| 下福井村     |                            | 四所村                     | 四所村                           | 四所村                       | 昭和11年8月1日 舞鶴町に編入 | 昭和13年8月1日 舞鶴市         | 昭和18年5月27日 舞鶴市                      | 舞鶴市                       | 舞鶴市                        | 舞鶴市   |
| 新宮村       |                            | 四所村                     | 四所村                           | 四所村                       | 昭和11年8月1日 舞鶴町に編入 | 昭和13年8月1日 舞鶴市         | 昭和18年5月27日 舞鶴市                      | 舞鶴市                       | 舞鶴市                        | 舞鶴市   |
| 喜多村       |                            | 四所村                     | 四所村                           | 四所村                       | 昭和11年8月1日 舞鶴町に編入 | 昭和13年8月1日 舞鶴市         | 昭和18年5月27日 舞鶴市                      | 舞鶴市                       | 舞鶴市                        | 舞鶴市   |
| 大君村       |                            | 四所村                     | 四所村                           | 四所村                       | 昭和11年8月1日 舞鶴町に編入 | 昭和13年8月1日 舞鶴市         | 昭和18年5月27日 舞鶴市                      | 舞鶴市                       | 舞鶴市                        | 舞鶴市   |
| 吉田村       |                            | 四所村                     | 四所村                           | 四所村                       | 昭和11年8月1日 舞鶴町に編入 | 昭和13年8月1日 舞鶴市         | 昭和18年5月27日 舞鶴市                      | 舞鶴市                       | 舞鶴市                        | 舞鶴市   |
| 青井村       |                            | 四所村                     | 四所村                           | 四所村                       | 昭和11年8月1日 舞鶴町に編入 | 昭和13年8月1日 舞鶴市         | 昭和18年5月27日 舞鶴市                      | 舞鶴市                       | 舞鶴市                        | 舞鶴市   |
| 白杉村       |                            | 四所村                     | 四所村                           | 四所村                       | 昭和11年8月1日 舞鶴町に編入 | 昭和13年8月1日 舞鶴市         | 昭和18年5月27日 舞鶴市                      | 舞鶴市                       | 舞鶴市                        | 舞鶴市   |
| 女布村       | 女布村                     | 高野村                     | 高野村                           | 高野村                       | 昭和11年8月1日 舞鶴町に編入 | 昭和13年8月1日 舞鶴市         | 昭和18年5月27日 舞鶴市                      | 舞鶴市                       | 舞鶴市                        | 舞鶴市   |
| 高野由里村   |                            | 高野村                     | 高野村                           | 高野村                       | 昭和11年8月1日 舞鶴町に編入 | 昭和13年8月1日 舞鶴市         | 昭和18年5月27日 舞鶴市                      | 舞鶴市                       | 舞鶴市                        | 舞鶴市   |
| 城屋村       |                            | 高野村                     | 高野村                           | 高野村                       | 昭和11年8月1日 舞鶴町に編入 | 昭和13年8月1日 舞鶴市         | 昭和18年5月27日 舞鶴市                      | 舞鶴市                       | 舞鶴市                        | 舞鶴市   |
| 野村寺村     |                            | 高野村                     | 高野村                           | 高野村                       | 昭和11年8月1日 舞鶴町に編入 | 昭和13年8月1日 舞鶴市         | 昭和18年5月27日 舞鶴市                      | 舞鶴市                       | 舞鶴市                        | 舞鶴市   |
| 公文名村     | 公文名村                   | 中筋村                     | 中筋村                           | 中筋村                       | 昭和11年8月1日 舞鶴町に編入 | 昭和13年8月1日 舞鶴市         | 昭和18年5月27日 舞鶴市                      | 舞鶴市                       | 舞鶴市                        | 舞鶴市   |
| 引土村       |                            | 中筋村                     | 中筋村                           | 中筋村                       | 昭和11年8月1日 舞鶴町に編入 | 昭和13年8月1日 舞鶴市         | 昭和18年5月27日 舞鶴市                      | 舞鶴市                       | 舞鶴市                        | 舞鶴市   |
| 七日市村     |                            | 中筋村                     | 中筋村                           | 中筋村                       | 昭和11年8月1日 舞鶴町に編入 | 昭和13年8月1日 舞鶴市         | 昭和18年5月27日 舞鶴市                      | 舞鶴市                       | 舞鶴市                        | 舞鶴市   |
| 伊佐津村     |                            | 中筋村                     | 中筋村                           | 中筋村                       | 昭和11年8月1日 舞鶴町に編入 | 昭和13年8月1日 舞鶴市         | 昭和18年5月27日 舞鶴市                      | 舞鶴市                       | 舞鶴市                        | 舞鶴市   |
| 境谷村       |                            | 中筋村                     | 中筋村                           | 中筋村                       | 昭和11年8月1日 舞鶴町に編入 | 昭和13年8月1日 舞鶴市         | 昭和18年5月27日 舞鶴市                      | 舞鶴市                       | 舞鶴市                        | 舞鶴市   |
| 京田村       |                            | 中筋村                     | 中筋村                           | 中筋村                       | 昭和11年8月1日 舞鶴町に編入 | 昭和13年8月1日 舞鶴市         | 昭和18年5月27日 舞鶴市                      | 舞鶴市                       | 舞鶴市                        | 舞鶴市   |
| 真倉村       |                            | 中筋村                     | 中筋村                           | 中筋村                       | 昭和11年8月1日 舞鶴町に編入 | 昭和13年8月1日 舞鶴市         | 昭和18年5月27日 舞鶴市                      | 舞鶴市                       | 舞鶴市                        | 舞鶴市   |
| 十倉村       |                            | 中筋村                     | 中筋村                           | 中筋村                       | 昭和11年8月1日 舞鶴町に編入 | 昭和13年8月1日 舞鶴市         | 昭和18年5月27日 舞鶴市                      | 舞鶴市                       | 舞鶴市                        | 舞鶴市   |
| 万願寺村     |                            | 中筋村                     | 中筋村                           | 中筋村                       | 昭和11年8月1日 舞鶴町に編入 | 昭和13年8月1日 舞鶴市         | 昭和18年5月27日 舞鶴市                      | 舞鶴市                       | 舞鶴市                        | 舞鶴市   |
| 今田村       | 今田村                     | 池内村                     | 池内村                           | 池内村                       | 昭和11年8月1日 舞鶴町に編入 | 昭和13年8月1日 舞鶴市         | 昭和18年5月27日 舞鶴市                      | 舞鶴市                       | 舞鶴市                        | 舞鶴市   |
| 堀村         |                            | 池内村                     | 池内村                           | 池内村                       | 昭和11年8月1日 舞鶴町に編入 | 昭和13年8月1日 舞鶴市         | 昭和18年5月27日 舞鶴市                      | 舞鶴市                       | 舞鶴市                        | 舞鶴市   |
| 池内下村     |                            | 池内村                     | 池内村                           | 池内村                       | 昭和11年8月1日 舞鶴町に編入 | 昭和13年8月1日 舞鶴市         | 昭和18年5月27日 舞鶴市                      | 舞鶴市                       | 舞鶴市                        | 舞鶴市   |
| 上根村       |                            | 池内村                     | 池内村                           | 池内村                       | 昭和11年8月1日 舞鶴町に編入 | 昭和13年8月1日 舞鶴市         | 昭和18年5月27日 舞鶴市                      | 舞鶴市                       | 舞鶴市                        | 舞鶴市   |
| 布敷村       |                            | 池内村                     | 池内村                           | 池内村                       | 昭和11年8月1日 舞鶴町に編入 | 昭和13年8月1日 舞鶴市         | 昭和18年5月27日 舞鶴市                      | 舞鶴市                       | 舞鶴市                        | 舞鶴市   |
| 別所村       |                            | 池内村                     | 池内村                           | 池内村                       | 昭和11年8月1日 舞鶴町に編入 | 昭和13年8月1日 舞鶴市         | 昭和18年5月27日 舞鶴市                      | 舞鶴市                       | 舞鶴市                        | 舞鶴市   |
| 寺田村       |                            | 池内村                     | 池内村                           | 池内村                       | 昭和11年8月1日 舞鶴町に編入 | 昭和13年8月1日 舞鶴市         | 昭和18年5月27日 舞鶴市                      | 舞鶴市                       | 舞鶴市                        | 舞鶴市   |
| 白滝村       |                            | 池内村                     | 池内村                           | 池内村                       | 昭和11年8月1日 舞鶴町に編入 | 昭和13年8月1日 舞鶴市         | 昭和18年5月27日 舞鶴市                      | 舞鶴市                       | 舞鶴市                        | 舞鶴市   |
| 岸谷村       |                            | 池内村                     | 池内村                           | 池内村                       | 昭和11年8月1日 舞鶴町に編入 | 昭和13年8月1日 舞鶴市         | 昭和18年5月27日 舞鶴市                      | 舞鶴市                       | 舞鶴市                        | 舞鶴市   |
| 田辺町       | 明治2年6月20日 改称 舞鶴町 | 舞鶴町                     | 舞鶴町                           | 舞鶴町                       | 舞鶴町                      | 昭和13年8月1日 舞鶴市         | 昭和18年5月27日 舞鶴市                      | 舞鶴市                       | 舞鶴市                        | 舞鶴市   |
| 丸田村       | 丸田村                     | 丸八江村                   | 丸八江村                         | 丸八江村                     | 昭和3年10月1日 八雲村       | 昭和3年10月1日 八雲村         | 昭和30年4月20日 加佐町                      | 昭和32年5月27日 舞鶴市に編入 | 舞鶴市                        | 舞鶴市   |
| 八田村       |                            | 丸八江村                   | 丸八江村                         | 丸八江村                     | 昭和3年10月1日 八雲村       | 昭和3年10月1日 八雲村         | 昭和30年4月20日 加佐町                      | 昭和32年5月27日 舞鶴市に編入 | 舞鶴市                        | 舞鶴市   |
| 八戸地村     |                            | 丸八江村                   | 丸八江村                         | 丸八江村                     | 昭和3年10月1日 八雲村       | 昭和3年10月1日 八雲村         | 昭和30年4月20日 加佐町                      | 昭和32年5月27日 舞鶴市に編入 | 舞鶴市                        | 舞鶴市   |
| 和江村       |                            | 丸八江村                   | 丸八江村                         | 丸八江村                     | 昭和3年10月1日 八雲村       | 昭和3年10月1日 八雲村         | 昭和30年4月20日 加佐町                      | 昭和32年5月27日 舞鶴市に編入 | 舞鶴市                        | 舞鶴市   |
| 三日市村     | 三日市村                   | 東雲村                     | 東雲村                           | 東雲村                       | 昭和3年10月1日 八雲村       | 昭和3年10月1日 八雲村         | 昭和30年4月20日 加佐町                      | 昭和32年5月27日 舞鶴市に編入 | 舞鶴市                        | 舞鶴市   |
| 上東村       |                            | 東雲村                     | 東雲村                           | 東雲村                       | 昭和3年10月1日 八雲村       | 昭和3年10月1日 八雲村         | 昭和30年4月20日 加佐町                      | 昭和32年5月27日 舞鶴市に編入 | 舞鶴市                        | 舞鶴市   |
| 下東村       |                            | 東雲村                     | 東雲村                           | 東雲村                       | 昭和3年10月1日 八雲村       | 昭和3年10月1日 八雲村         | 昭和30年4月20日 加佐町                      | 昭和32年5月27日 舞鶴市に編入 | 舞鶴市                        | 舞鶴市   |
| 中山村       |                            | 東雲村                     | 東雲村                           | 東雲村                       | 昭和3年10月1日 八雲村       | 昭和3年10月1日 八雲村         | 昭和30年4月20日 加佐町                      | 昭和32年5月27日 舞鶴市に編入 | 舞鶴市                        | 舞鶴市   |
| 水間村       |                            | 東雲村                     | 東雲村                           | 東雲村                       | 昭和3年10月1日 八雲村       | 昭和3年10月1日 八雲村         | 昭和30年4月20日 加佐町                      | 昭和32年5月27日 舞鶴市に編入 | 舞鶴市                        | 舞鶴市   |
| 桑飼上村     | 桑飼上村                   | 岡田上村                   | 岡田上村                         | 岡田上村                     | 岡田上村                    | 岡田上村                      | 昭和30年4月20日 加佐町                      | 昭和32年5月27日 舞鶴市に編入 | 舞鶴市                        | 舞鶴市   |
| 桑飼下村     |                            | 岡田上村                   | 岡田上村                         | 岡田上村                     | 岡田上村                    | 岡田上村                      | 昭和30年4月20日 加佐町                      | 昭和32年5月27日 舞鶴市に編入 | 舞鶴市                        | 舞鶴市   |
| 地頭村       |                            | 岡田上村                   | 岡田上村                         | 岡田上村                     | 岡田上村                    | 岡田上村                      | 昭和30年4月20日 加佐町                      | 昭和32年5月27日 舞鶴市に編入 | 舞鶴市                        | 舞鶴市   |
| 大俣村       |                            | 岡田上村                   | 岡田上村                         | 岡田上村                     | 岡田上村                    | 岡田上村                      | 昭和30年4月20日 加佐町                      | 昭和32年5月27日 舞鶴市に編入 | 舞鶴市                        | 舞鶴市   |
| 滝ヶ宇呂村   |                            | 岡田上村                   | 岡田上村                         | 岡田上村                     | 岡田上村                    | 岡田上村                      | 昭和30年4月20日 加佐町                      | 昭和32年5月27日 舞鶴市に編入 | 舞鶴市                        | 舞鶴市   |
| 西方寺村     | 西方寺村                   | 岡田中村                   | 岡田中村                         | 岡田中村                     | 岡田中村                    | 岡田中村                      | 昭和30年4月20日 加佐町                      | 昭和32年5月27日 舞鶴市に編入 | 舞鶴市                        | 舞鶴市   |
| 富室村       |                            | 岡田中村                   | 岡田中村                         | 岡田中村                     | 岡田中村                    | 岡田中村                      | 昭和30年4月20日 加佐町                      | 昭和32年5月27日 舞鶴市に編入 | 舞鶴市                        | 舞鶴市   |
| 上漆原村     |                            | 岡田中村                   | 岡田中村                         | 岡田中村                     | 岡田中村                    | 岡田中村                      | 昭和30年4月20日 加佐町                      | 昭和32年5月27日 舞鶴市に編入 | 舞鶴市                        | 舞鶴市   |
| 下漆原村     |                            | 岡田中村                   | 岡田中村                         | 岡田中村                     | 岡田中村                    | 岡田中村                      | 昭和30年4月20日 加佐町                      | 昭和32年5月27日 舞鶴市に編入 | 舞鶴市                        | 舞鶴市   |
| 長谷村       |                            | 岡田中村                   | 岡田中村                         | 岡田中村                     | 岡田中村                    | 岡田中村                      | 昭和30年4月20日 加佐町                      | 昭和32年5月27日 舞鶴市に編入 | 舞鶴市                        | 舞鶴市   |
| 河原村       |                            | 岡田中村                   | 岡田中村                         | 岡田中村                     | 岡田中村                    | 岡田中村                      | 昭和30年4月20日 加佐町                      | 昭和32年5月27日 舞鶴市に編入 | 舞鶴市                        | 舞鶴市   |
| 岡田由里村   |                            | 岡田中村                   | 岡田中村                         | 岡田中村                     | 岡田中村                    | 岡田中村                      | 昭和30年4月20日 加佐町                      | 昭和32年5月27日 舞鶴市に編入 | 舞鶴市                        | 舞鶴市   |
| 下見谷村     |                            | 岡田中村                   | 岡田中村                         | 岡田中村                     | 岡田中村                    | 岡田中村                      | 昭和30年4月20日 加佐町                      | 昭和32年5月27日 舞鶴市に編入 | 舞鶴市                        | 舞鶴市   |
| 志高村       | 志高村                     | 岡田下村                   | 岡田下村                         | 岡田下村                     | 岡田下村                    | 岡田下村                      | 昭和30年4月20日 加佐町                      | 昭和32年5月27日 舞鶴市に編入 | 舞鶴市                        | 舞鶴市   |
| 久田美村     |                            | 岡田下村                   | 岡田下村                         | 岡田下村                     | 岡田下村                    | 岡田下村                      | 昭和30年4月20日 加佐町                      | 昭和32年5月27日 舞鶴市に編入 | 舞鶴市                        | 舞鶴市   |
| 大川村       |                            | 岡田下村                   | 岡田下村                         | 岡田下村                     | 岡田下村                    | 岡田下村                      | 昭和30年4月20日 加佐町                      | 昭和32年5月27日 舞鶴市に編入 | 舞鶴市                        | 舞鶴市   |
| 蒲江村       | 蒲江村                     | 神崎村                     | 神崎村                           | 神崎村                       | 神崎村                      | 神崎村                        | 昭和30年4月20日 加佐町                      | 昭和32年5月27日 舞鶴市に編入 | 舞鶴市                        | 舞鶴市   |
| 油江村       |                            | 神崎村                     | 神崎村                           | 神崎村                       | 神崎村                      | 神崎村                        | 昭和30年4月20日 加佐町                      | 昭和32年5月27日 舞鶴市に編入 | 舞鶴市                        | 舞鶴市   |
| 神崎村       |                            | 神崎村                     | 神崎村                           | 神崎村                       | 神崎村                      | 神崎村                        | 昭和30年4月20日 加佐町                      | 昭和32年5月27日 舞鶴市に編入 | 舞鶴市                        | 舞鶴市   |
| 河守村       | 河守村                     | 河守下村                   | 明治23年12月10日 町制改称 河守町 | 河守町                       | 河守町                      | 河守町                        | 昭和26年4月1日 改称 大江町                  | 大江町                       | 平成18年1月1日 福知山市に編入 | 福知山市 |
| 金屋村       |                            | 河守下村                   | 明治23年12月10日 町制改称 河守町 | 河守町                       | 河守町                      | 河守町                        | 昭和26年4月1日 改称 大江町                  | 大江町                       | 平成18年1月1日 福知山市に編入 | 福知山市 |
| 関村         |                            | 河守下村                   | 明治23年12月10日 町制改称 河守町 | 河守町                       | 河守町                      | 河守町                        | 昭和26年4月1日 改称 大江町                  | 大江町                       | 平成18年1月1日 福知山市に編入 | 福知山市 |
| 上野村       |                            | 河守下村                   | 明治23年12月10日 町制改称 河守町 | 河守町                       | 河守町                      | 河守町                        | 昭和26年4月1日 改称 大江町                  | 大江町                       | 平成18年1月1日 福知山市に編入 | 福知山市 |
| 波美村       |                            | 河守下村                   | 明治23年12月10日 町制改称 河守町 | 河守町                       | 河守町                      | 河守町                        | 昭和26年4月1日 改称 大江町                  | 大江町                       | 平成18年1月1日 福知山市に編入 | 福知山市 |
| 仏性寺村     | 仏性寺村                   | 河守上村                   | 河守上村                         | 河守上村                     | 河守上村                    | 河守上村                      | 昭和26年4月1日 河守町に編入 即日改称 大江町 | 大江町                       | 平成18年1月1日 福知山市に編入 | 福知山市 |
| 北原村       |                            | 河守上村                   | 河守上村                         | 河守上村                     | 河守上村                    | 河守上村                      | 昭和26年4月1日 河守町に編入 即日改称 大江町 | 大江町                       | 平成18年1月1日 福知山市に編入 | 福知山市 |
| 毛原村       |                            | 河守上村                   | 河守上村                         | 河守上村                     | 河守上村                    | 河守上村                      | 昭和26年4月1日 河守町に編入 即日改称 大江町 | 大江町                       | 平成18年1月1日 福知山市に編入 | 福知山市 |
| 内宮村       |                            | 河守上村                   | 河守上村                         | 河守上村                     | 河守上村                    | 河守上村                      | 昭和26年4月1日 河守町に編入 即日改称 大江町 | 大江町                       | 平成18年1月1日 福知山市に編入 | 福知山市 |
| 二俣村       |                            | 河守上村                   | 河守上村                         | 河守上村                     | 河守上村                    | 河守上村                      | 昭和26年4月1日 河守町に編入 即日改称 大江町 | 大江町                       | 平成18年1月1日 福知山市に編入 | 福知山市 |
| 天田内村     |                            | 河守上村                   | 河守上村                         | 河守上村                     | 河守上村                    | 河守上村                      | 昭和26年4月1日 河守町に編入 即日改称 大江町 | 大江町                       | 平成18年1月1日 福知山市に編入 | 福知山市 |
| 橋谷村       |                            | 河守上村                   | 河守上村                         | 河守上村                     | 河守上村                    | 河守上村                      | 昭和26年4月1日 河守町に編入 即日改称 大江町 | 大江町                       | 平成18年1月1日 福知山市に編入 | 福知山市 |
| 蓼原村       | 蓼原村                     | 河西村                     | 河西村                           | 河西村                       | 河西村                      | 河西村                        | 昭和26年4月1日 河守町に編入 即日改称 大江町 | 大江町                       | 平成18年1月1日 福知山市に編入 | 福知山市 |
| 小原田村     |                            | 河西村                     | 河西村                           | 河西村                       | 河西村                      | 河西村                        | 昭和26年4月1日 河守町に編入 即日改称 大江町 | 大江町                       | 平成18年1月1日 福知山市に編入 | 福知山市 |
| 日藤村       |                            | 河西村                     | 河西村                           | 河西村                       | 河西村                      | 河西村                        | 昭和26年4月1日 河守町に編入 即日改称 大江町 | 大江町                       | 平成18年1月1日 福知山市に編入 | 福知山市 |
| 公庄村       |                            | 河西村                     | 河西村                           | 河西村                       | 河西村                      | 河西村                        | 昭和26年4月1日 河守町に編入 即日改称 大江町 | 大江町                       | 平成18年1月1日 福知山市に編入 | 福知山市 |
| 南山村       | 南山村                     | 河東村                     | 河東村                           | 河東村                       | 河東村                      | 河東村                        | 昭和26年4月1日 河守町に編入 即日改称 大江町 | 大江町                       | 平成18年1月1日 福知山市に編入 | 福知山市 |
| 夏間村       |                            | 河東村                     | 河東村                           | 河東村                       | 河東村                      | 河東村                        | 昭和26年4月1日 河守町に編入 即日改称 大江町 | 大江町                       | 平成18年1月1日 福知山市に編入 | 福知山市 |
| 在田村       |                            | 河東村                     | 河東村                           | 河東村                       | 河東村                      | 河東村                        | 昭和26年4月1日 河守町に編入 即日改称 大江町 | 大江町                       | 平成18年1月1日 福知山市に編入 | 福知山市 |
| 常津村       |                            | 河東村                     | 河東村                           | 河東村                       | 河東村                      | 河東村                        | 昭和26年4月1日 河守町に編入 即日改称 大江町 | 大江町                       | 平成18年1月1日 福知山市に編入 | 福知山市 |
| 尾藤村       |                            | 河東村                     | 河東村                           | 河東村                       | 河東村                      | 河東村                        | 昭和26年4月1日 河守町に編入 即日改称 大江町 | 大江町                       | 平成18年1月1日 福知山市に編入 | 福知山市 |
| 千原村       |                            | 河東村                     | 河東村                           | 河東村                       | 河東村                      | 河東村                        | 昭和26年4月1日 河守町に編入 即日改称 大江町 | 大江町                       | 平成18年1月1日 福知山市に編入 | 福知山市 |
| 北有路村     | 北有路村                   | 有路上村                   | 有路上村                         | 有路上村                     | 有路上村                    | 有路上村                      | 昭和26年4月1日 河守町に編入 即日改称 大江町 | 大江町                       | 平成18年1月1日 福知山市に編入 | 福知山市 |
| 南有路村     |                            | 有路上村                   | 有路上村                         | 有路上村                     | 有路上村                    | 有路上村                      | 昭和26年4月1日 河守町に編入 即日改称 大江町 | 大江町                       | 平成18年1月1日 福知山市に編入 | 福知山市 |
| 三河村       | 三河村                     | 有路下村                   | 有路下村                         | 有路下村                     | 有路下村                    | 有路下村                      | 昭和26年4月1日 河守町に編入 即日改称 大江町 | 大江町                       | 平成18年1月1日 福知山市に編入 | 福知山市 |
| 高津江村     |                            | 有路下村                   | 有路下村                         | 有路下村                     | 有路下村                    | 有路下村                      | 昭和26年4月1日 河守町に編入 即日改称 大江町 | 大江町                       | 平成18年1月1日 福知山市に編入 | 福知山市 |
| 二箇村       |                            | 有路下村                   | 有路下村                         | 有路下村                     | 有路下村                    | 有路下村                      | 昭和26年4月1日 河守町に編入 即日改称 大江町 | 大江町                       | 平成18年1月1日 福知山市に編入 | 福知山市 |
| 市原谷村     |                            | 有路下村                   | 有路下村                         | 有路下村                     | 有路下村                    | 有路下村                      | 昭和26年4月1日 河守町に編入 即日改称 大江町 | 大江町                       | 平成18年1月1日 福知山市に編入 | 福知山市 |
| 由良村       | 由良村                     | 由良村                     | 由良村                           | 由良村                       | 由良村                      | 由良村                        | 由良村                                      | 昭和31年9月20日 宮津市に編入 | 宮津市                        | 宮津市   |
| 石浦村       |                            | 由良村                     | 由良村                           | 由良村                       | 由良村                      | 由良村                        | 由良村                                      | 昭和31年9月20日 宮津市に編入 | 宮津市                        | 宮津市   |

## 行政
歴代郡長
| 代 | 氏名 | 就任年月日                | 退任年月日                | 備考                   |
| -- | ---- | ------------------------- | ------------------------- | ---------------------- |
| 1  |      | 明治11年（1879年）4月10日 |                           |                        |
|    |      |                           | 大正15年（1926年）6月30日 | 郡役所廃止により、廃官 |

## 関連文献
- 『加佐郡誌』京都府教育会加佐郡部会、1925年。NDLJP:1020163。